# Бочвар, Андрей Анатольевич
Андре́й Анато́льевич Бочва́р (1902—1984) — советский учёный-металловед. Академик АН СССР. Дважды Герой Социалистического Труда. Лауреат Ленинской премии и четырёх Сталинских премий.

## Биография
Родился 26 июля (8 августа) 1902 года в Москве в семье учёного-металловеда, основателя московской школы в металловедении А. М. Бочвара.
В 1923 году окончил химический факультет МВТУ и начал работать в качестве ассистента на кафедре металлургии МИНХ имени Г. В. Плеханова; с 1924 года — на кафедре металлургии МВТУ.
В 1925 году был отправлен на стажировку в Гёттингенский университет к профессору Г. Тамману. С 1927 года, оставаясь ассистентом МВТУ, он занял должность доцента Менделеевского химико-технологического института, а с 1929 года читал курс термической обработки сплавов в Московской горной академии. В 1930 году стал преподавать в качестве доцента, в созданном на базе факультета цветной металлургии Московской горной академии Московском институте цветных металлов и золота, где в 1931 году был избран профессором и возглавил основанную его отцом кафедру металлографии. В это время вышел из печати его учебник по термической обработке металлов, выдержавший впоследствии пять изданий.
Основные работы — в области кристаллизации, литейных свойств, рекристаллизации и жаропрочности цветных металлов и сплавов, металловедения урана и плутония. В 1935 году защитил при Академии наук СССР докторскую диссертацию по теме «Исследование процесса кристаллизации сплавов эвтектического типа», которой начал заниматься ещё в Гёттингене. В 1936 году совместно с профессором А. Г. Спасским предложил метод кристаллизации фасонных отливок для авиамоторов под давлением, за внедрение которого на авиазаводе № 26 получил орден Трудового Красного Знамени и стал лауреатом Сталинской премии. Широко известно правило Бочвара для оценки температуры начала рекристаллизации металлов. Заложил основы структурной теории жаропрочности сплавов, установил закономерности деформации изделий из металлов с разным типом кристаллической решётки при циклических изменениях температуры.
Во время Великой Отечественной войны А. А. Бочвар создал лёгкий сплав — цинковистый силумин. Внёс важный вклад в разработку танка Т-34. В 1945 году обнаружил и описал новое свойство сплава цинка и алюминия, которое назвал сверхпластичностью.
Член-корреспондент АН СССР (1939). Действительный член АН СССР (1946). В том же году привлечён к работам советского уранового проекта, работал на предприятии по производству топлива для АЭС (завод № 12, Электросталь), а в 1947 году был переведён в московский НИИ-9.
В 1948 году был направлен в командировку на Комбинат № 817, где занимал должность начальника отдела и научного руководителя завода «В» по получению металлического плутония. Проводил подготовку к получению сплава оружейного плутония, из которого были получены детали первой ядерной бомбы. Научные разработки выполнял коллектив опытно-промышленного производства, которым руководили академики А. А. Бочвар, И. И. Черняев, доктора наук А. Н. Вольский, А. С. Займовский, А. Д. Гельман и В. Д. Никольский. Работы производились в сжатые сроки, азотнокислый раствор плутония начал поступать со смежного производства в ночь на 26 февраля 1949 года. Работы курировали директор завода З. П. Лысенко и главный инженер базы 10 Е. П. Славский. В апреле нужное количество материала было получено, и началась сборка изделия.
В 1953 году вернулся в Москву и был назначен директором Всесоюзного научно-исследовательского института неорганических материалов (ВНИИНМ) и в этой должности проработал до конца жизни. С 1961 года преподавал в Московском институте стали (позже — Московском институте стали и сплавов).
Принимал активное участие в общественно-политической жизни страны. Депутат ВС РСФСР 3—4 созывов с 1951 года. Член Комитета по Ленинским и Государственным премиям СССР.
Умер 18 сентября 1984 года. Похоронен в Москве на Донском кладбище.

## Семья
- жена (с 1933 года) — Ольга Семёновна, урожд. Жадаева (1911—1980) — была студенткой Института цветных металлов и золота, затем — доцент и профессор кафедры металловедения МАТИ;
- сын Георгий (род. 1936) — доктор технических наук.

## Память

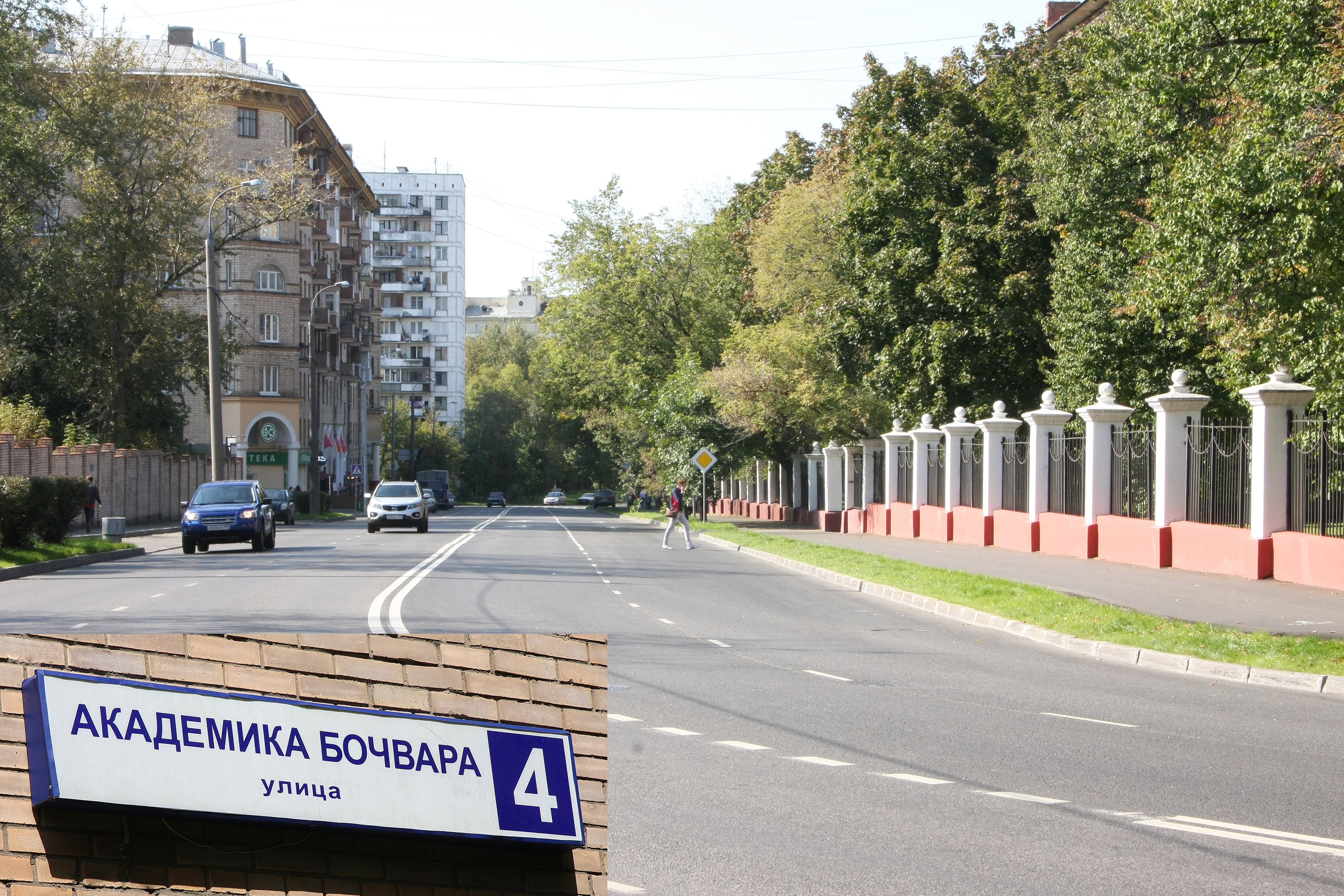
Улица академика Бочвара

Памятник Бочвару

В 1984 году его имя было присвоено ВНИИНМ.
В 1985 году в его честь переименована Малая Щукинская улица в Москве (Щукино, СЗАО).
Имя академика Бочвара носило рефрижераторное судно Латвийского Морского Пароходства.
Мемориальная доска Бочвару Андрею Анатольевичу установлена на доме по адресу Тверская ул., дом 9/17, строение 1: «Здесь с 1950 года по 1984 год жил ученый металлург и металловед, дважды Герой Социалистического труда, лауреат Ленинской и Государственных премий СССР, академик Андрей Анатольевич Бочвар».

## Награды и премии
- дважды Герой Социалистического Труда (29 октября 1949, 4 января 1954)
- шесть орденов Ленина (29 октября 1949; 19 сентября 1953; 11 сентября 1956; 7 марта 1962; 17 сентября 1975; 6 августа 1982)
- орден Октябрьской Революции (26 апреля 1971)
- три ордена Трудового Красного Знамени (29 декабря 1936; 10 июня 1945; 7 августа 1952)
- орден Красной Звезды (16 сентября 1945)
- медаль «За трудовое отличие» (12 февраля 1939)
- медали[10]
- Ленинская премия (1961)
- Сталинская премия III степени (14 марта 1941)— за изобретение метода кристаллизации сплавов под давлением
- Сталинская премия I степени (1949) — научный руководитель разработки технологического процесса металлургии чистого плутония, за участие в создании советской атомной бомбы
- Сталинская премия I степени (1951) — за разработку конструкции изделий РДС с уменьшенным весом и разработку конструкции с составным зарядом
- Сталинская премия I степени (1953) — за разработку и промышленное освоение методов выделения и переработки трития
- Заслуженный деятель науки и техники РСФСР